# Argentinidae
La famiglia Argentinidae comprende 27 specie di pesci d'acqua salata comunemente conosciuti come Argentine, appartenenti all'ordine Osmeriformes.

## Distribuzione e habitat
Queste specie sono diffuse nelle acque temperate di tutti gli oceani, e alcune specie anche nel Mediterraneo. Vivono nei fondali fangosi.

## Descrizione
Le argentine sono pesci dal corpo affusolato, sottile, con occhi molto grandi. Le pinne sono piccole e proporzionate. È presente la pinna adiposa.
Il nome latino lascia chiaramente trasparire la caratteristica principale di questa famiglia: la splendida colorazione argentea: Argentinidae deriva infatti dalla parola latina Argentum, argento.
La livrea è grigio-argentea, con riflessi metallici. Alcune specie presentano anche delicati riflessi rosa e verdi.
Le dimensioni variano da 6 cm (Glossanodon mildredae) a 70 cm (Argentina silus).

## Pesca
Nel Mediterraneo e in Italia la specie più conosciuta della famiglia è Argentina sphyraena, pescata per le sue carni, molto delicate, tuttavia altre specie sono pescate nel resto del mondo.

## Usi industriali
La pelle, le scaglie e la vescica natatoria di alcune specie sono utilizzate per fabbricare un colorantemadreperlaceo, molto utilizzato nella produzione delle perle artificiali.

## Specie
La famiglia è suddivisa in due generi:

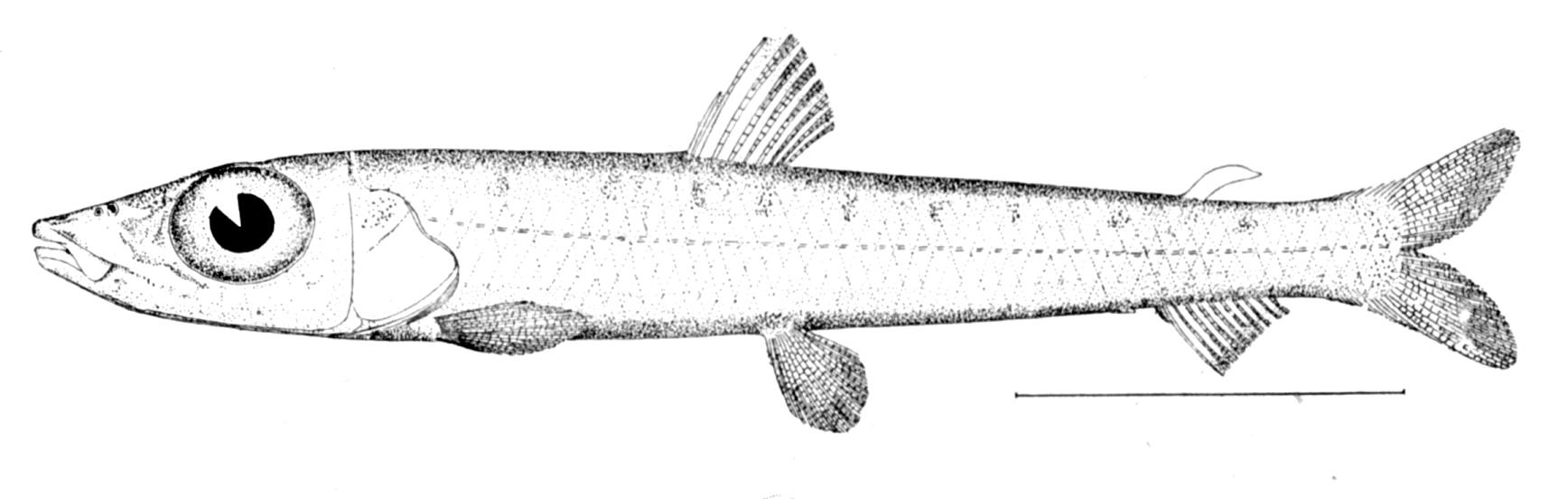
Argentina striata

- Genere Argentina
  - Argentina aliceae
  - Argentina australiae
  - Argentina brasiliensis
  - Argentina brucei
  - Argentina elongata
  - Argentina euchus
  - Argentina georgei
  - Argentina kagoshimae
  - Argentina sialis
  - Argentina silus
  - Argentina sphyraena
  - Argentina stewarti
  - Argentina striata
- Genere Glossandon
  - Glossanodon australis
  - Glossanodon danieli
  - Glossanodon elongatus
  - Glossanodon leioglossus
  - Glossanodon lineatus
  - Glossanodon melanomanus
  - Glossanodon mildredae
  - Glossanodon nazca
  - Glossanodon polli
  - Glossanodon pseudolineatus
  - Glossanodon pygmaeus
  - Glossanodon semifasciatus
  - Glossanodon struhsakeri